# محمد ناظری
محمد ناظری (۶ خرداد ۱۳۳۳ – ۲۱ اردیبهشت ۱۳۹۵) فرمانده و بنیانگذار یگان ویژه تکاوری نیروی دریایی سپاه پاسداران، مرکز آموزش هوابرد سپاه و از بنیانگذاران دانشکده فرماندهی و ستاد سپاه (دافوس سپاه) بود.
وی رکورددار پرش هوایی در سطح تکاوری سپاه بود، متخصص در فنون دریایی، غواصی، بارریزی هوایی، هلی برن و رشته‌های رزمی از جمله جودو و همچنین از متخصصین طرح‌ریزی عملیات‌های منظم و نامنظم به‌شمار می‌رفت.
او در ۱۱۷ روز ابتدای حضور نیروهای ایران در خلیج عدن نقش اساسی داشت.

## سابقه فعالیت
محمد ناظری در سال‌های منتهی به انقلاب به‌طور غیررسمی و توسط برخی افسران ارتش از رژیم پهلوی جدا شد، و نخستین دوره‌های تکاوری خود را بعد از انقلاب اسلامی در پادگان لاهوتی تهران دوره ویژه تکاوری کلاه سبزهای ارتش را گذراند و بعد از مدت کوتاهی به عنوان مربی در این دوره‌ها حضور یافت. از دیگر مربیانی که سردار ناظری تحت نظرشان دوره تکاوری ویژه دید کرمعلی شجاعی بود که استاد بین‌المللی به حساب آمده و به پاسداران صلح سازمان ملل نیز آموزش می‌داد.

بعد از دوره‌های تخصصی آموزشی اولین حضور جدی ناظری در مناطق ناآرام به سال‌های انقلاب و مبارزه مسلحانه با گروه‌های مسلح مخالف جمهوری اسلامی بر می‌گردد. محمد ناظری نیز در آن سال‌ها در بسیاری از شهرها حضور می‌یافت که از این، می‌توان به حضور و درگیری علیه گروه‌های مسلح در شهرهای گنبد، آمل و کردستان اشاره کرد. در خاطراتی که او در این زمینه اشاره دارد می‌گوید: 
من اولین کاری که در جبهه جنگ جنوب انجام دادم در شوش دانیال بود. جایی که با فرمانده شب‌ها می‌رفتیم شناسایی و برمی‌گشتیم. دو تا دهات بود؛ زغن و عنکوش. با استفاده از بچه محل‌های آنجا و بچه‌های سپاه شوش که اکثرشان شهید و زخمی شده بودند- چون با عراقی‌ها که می‌خواستند روی کرخه پل بزنند درگیر شده بودند، آن موقع فرمانده سپاه آنجا خدا رحمت کند مرحوم رضا الله یاری بود. ما شب نفوذ کردیم رفتیم زدیم به عراقی‌ها در این دو تا دهات. آن موقع ما چه می‌دانستیم لشکر ۱۰ مخصوص چیست؟! بهترین یگان صدام بود. نفوذ کردیم و برگشتیم. آن‌ها هم برای اینکه آسیب‌پذیریشان کم شود مقداری رفتند عقب. همان یک مقدار عقب رفتنشان باعث شد شهر و جاده‌ها از برد خمپاره‌هایشان خارج شود.
این‌ها عملیات‌های نامنظم بود. مثل همین در قصرشیرین هم بود. یا در جلوگیری از سقوط آبادان که من هم بودم. یهو می‌گفتند ایستگاه ۷ و می‌دیدی که هر کس با هر وسیله‌ای که دارد مثلاً مردم با وانت می‌رفتند ایستگاه ۷ و درگیر می‌شدند. یا مثلاً به ما گفتند عراقی‌ها اطراف روستای خضر دیده شدند. ما هفت هشت تا بچه تهران بودیم که آن مناطق را بلد نبودیم اما تعدادی از بچه‌های آبادان ما را با بلم بردند آن سوی رودخانه بهمن شیر و دیدیم در روستای خضر خبری نیست. کشیدیم سمت جاده شادگان به آبادان که دیدیم هلیکوپتر عراقی آمد بالای سرمان و درگیر شدیم. حالا نگو آن‌ها قصد نفوذ به ذوالفقاری و آبادان را داشتند و این درگیری مانع گسترششان شد. درگیری بسیار محکمی بود و محلی‌ها هم خیلی به ما کمک کردند و آب و غذا می‌رساندند.
- قاسم سلیمانی: بزرگترین ویژگی محمد ناظری این بود که در این سال‌ها از ابتدای انقلاب تاکنون هیچ تغییری در ایشان ایجاد نگردید. همیشه پرکار و در صحنه و هر جای انقلاب که نیاز بود مسئولیت سخت‌ترین کارها را به عهده می‌گرفتند. علی‌رغم جایگاه و سنشان همچنان در صحنه بوده و تا آخرین لحظات عمر مشغول به خدمت بودند. ما جهاد مهمی را به یاد نداریم که محمد ناظری در آن شریک نبوده باشند. بنده از سال ۵۸ که نیروی آموزشی ایشان بودم تاکنون تغییر یا خستگی در ایشان ندیدم.

## درگذشت
محمد ناظری فرمانده نیروی ویژه دریایی سپاه در ۲۱ اردیبهشت ۹۵ در هنگام انجام مأموریت در منطقه دریایی نازعات به دلیل نامشخص درگذشت.

## فیلم و تلویزیون
محمد ناظری نقش فرمانده را در سری دوم و سوم از مستند مسابقه فرمانده بر عهده داشت و در فیلم موج مرده، مشاور و بازیگر بود. او در فیلم یورش نیز نقش کوتاهی داشته‌است.